# Linha Ardagh–Johnson

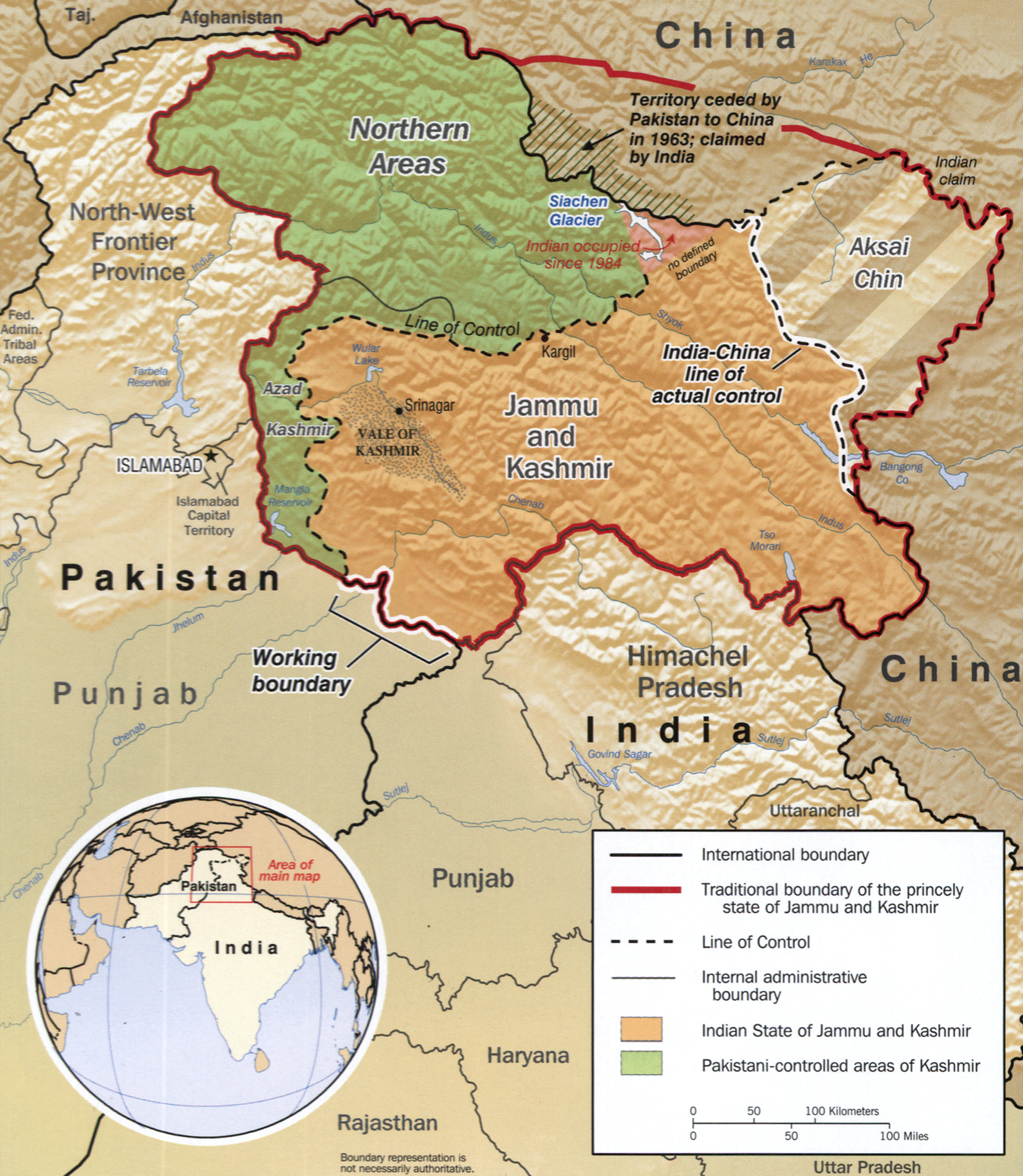
A linha Ardagh – Johnson marcada em vermelho como a "fronteira tradicional" do estado de Jammu e Caxemira.

A Linha Ardagh-Johnson é a fronteira nordeste da Caxemira desenhada pelo agrimensor William Johnson e recomendada por John Charles Ardagh como a fronteira oficial da Índia. Faz fronteira com as regiões autônomas de Xinjiang e Tibete, na China. 
A Linha Ardagh – Johnson é uma das três linhas de fronteira consideradas pelo governo da Índia Britânica, as outras duas sendo a Linha Macartney–MacDonald e uma linha ao longo da faixa de Karakoram. A preferência britânica entre as três opções variou ao longo do tempo com base na percepção de seus interesses estratégicos na Índia.  A Linha Ardagh-Johnson representava a "escola avançada" que queria avançar a fronteira o mais adiante possível como uma defesa contra o crescente império russo. Seguindo a relutância chinesa em concordar com a linha mais conservadora Macartney-MacDonald, os britânicos finalmente reverteriam à linha de frente na área de Aksai Chin, que foi então herdada pela independente República da Índia.

## Rescaldo
Em 1911, a Revolução Xinhai resultou em mudanças de poder na China e, no final da Primeira Guerra Mundial, os britânicos oficialmente usaram a Linha Ardagh-Johnson. De 1917 a 1933, o "Atlas Postal da China", publicado pelo Governo da China em Pequim, mostrou a fronteira em Aksai Chin de acordo com a linha Ardagh-Johnson, que corre ao longo das montanhas Kunlun. O "Atlas da Universidade de Pequim", publicado em 1925, também colocou o Aksai Chin na Índia. 

## Fronteira da Índia independente
Após a independência em 1947, o governo da Índia fixou sua fronteira oficial no oeste, que incluía a Aksai Chin, de uma maneira que assemelhava-se a Linha Ardagh – Johnson. A base da Índia para definir a fronteira foi “principalmente pelo uso prolongado e costume”. 

## Bibliogrfia
- Fisher, Margaret W.; Rose, Leo E.; Huttenback, Robert A. (1963), Himalayan Battleground: Sino-Indian Rivalry in Ladakh, Praeger  – via archive.org
- Gardner, Kyle J. (2021). The Frontier Complex: Geopolitics and the Making of the India-China Border, 1846–1962. Cambridge: Cambridge University Press. ISBN 978-1-108-84059-0
- Hoffmann, Steven A. (1990), India and the China Crisis, ISBN 978-0-520-06537-6, University of California Press
- Johnson, W. H. (1867), «Report on His Journey to Ilchí, the Capital of Khotan, in Chinese Tartary», The Journal of the Royal Geographic al Society, 37: 1–47, JSTOR 1798517
- Lamb, Alastair (1964), The China-India border, Oxford University Press
- Lamb, Alastair (1973), The Sino-Indian Border in Ladakh (PDF), Australian National University Press
- Lall, John (1989), «Maps and Traditional Boundaries of Ladakh», China Report, 25 (1): 1–10, doi:10.1177/000944558902500101
- Mehra, Parshotam (1992), An "agreed" frontier: Ladakh and India's northernmost borders, 1846-1947, Oxford University Press
- Noorani, A.G. (2010), India–China Boundary Problem 1846–1947: History and Diplomacy, ISBN 978-0-19-908839-3, Oxford University Press India, doi:10.1093/acprof:oso/9780198070689.001.0001
- Phillimore, R. H. (1960), «Survey of Kashmir and Jammu, 1855 to 1865», The Himalayan Journal, 22
- Phillimore, R. H. (1968), Historical Records of the Survey of India, Volume 5: 1844 to 1861, The Surveyor General of India  – via archive.org
- Raghavan, Srinath (2010), War and Peace in Modern India, ISBN 978-1-137-00737-7, Palgrave Macmillan
- Woodman, Dorothy (1969), Himalayan Frontiers: A Political Review of British, Chinese, Indian, and Russian Rivalries, Praeger  – via archive.org